# Ravne nad Šentrupertom
Ravne nad Šentrupertom – wieś w Słowenii, w gminie Šentrupert. W 2018 roku liczyła 37 mieszkańców.